# Amt Geest und Marsch Südholstein
Das Amt Geest und Marsch Südholstein ist ein Amt im Westen des Kreises Pinneberg in Schleswig-Holstein. Das Amt hat seinen Verwaltungssitz in der Gemeinde Heist.

## Amtsangehörige Gemeinden
1. Appen
2. Groß Nordende
3. Haselau
4. Haseldorf
5. Heidgraben
6. Heist
7. Hetlingen
8. Holm
9. Moorrege
10. Neuendeich

## Geographische Lage
Das Amt liegt im Süden von Schleswig-Holstein, westlich von Hamburg und grenzt im Norden an das Amt Elmshorn-Land, im Westen an die Elbe, im Süden und Osten an die Städte Wedel bzw. Uetersen. Nächstgelegene Bahnstrecke ist die Bahnstrecke Tornesch–Uetersen; die nächstgelegenen Bahnhöfe mit SPNV-Anbindung sind Tornesch an der Bahnstrecke Hamburg-Altona–Kiel und Wedel (Holst) an der Bahnstrecke Hamburg-Altona–Wedel.

## Geschichte
Das Amt hieß ursprünglich Amt Moorrege und umfasste die sechs Gemeinden Groß Nordende, Heidgraben, Heist, Holm, Moorrege und Neuendeich. Zum 1. Juli 2006 gab die Gemeinde Appen ihre Amtsfreiheit auf und schloss sich dem Amt Moorrege an.
Seit dem 1. April 2015 wird das Amt von einem hauptamtlichen Amtsdirektor geführt. Der Amtsvorsteher nimmt folglich die Aufgaben ähnlich denen eines Bürgervorstehers wahr und ist nicht mehr Leiter der Verwaltung oder Behörde.
Zum 1. Januar 2017 löste sich das Amt Haseldorf auf und seine drei Gemeinden Haselau, Haseldorf und Hetlingen traten dem Amt bei, das sich daraufhin in Amt Geest und Marsch Südholstein umbenannte.
Im März 2022 ist das Amt in das neu errichtete Amtshaus in der Nachbargemeinde Heist umgezogen.

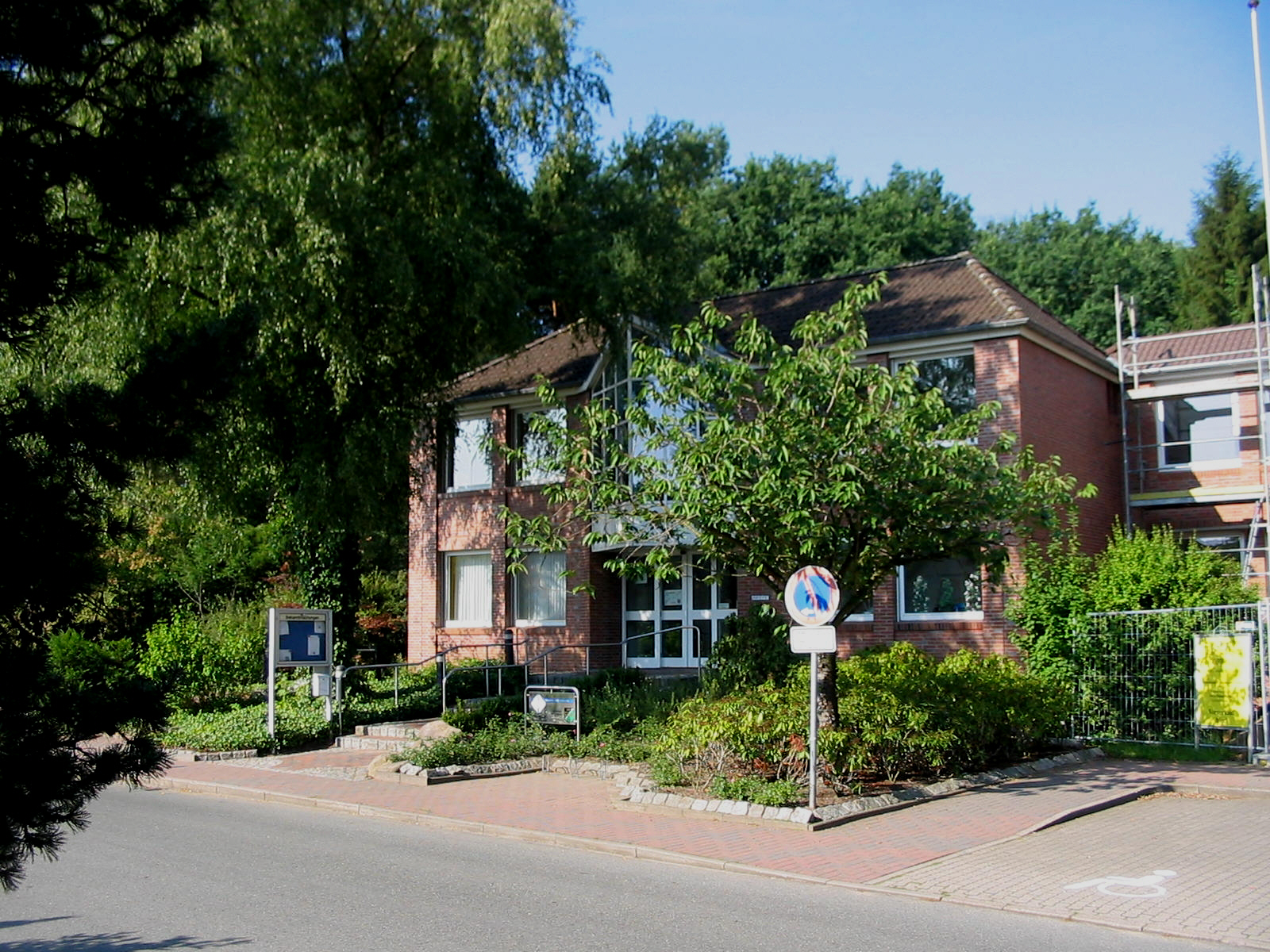
Das ehemalige Amtshaus in Moorrege war der Verwaltungssitz für die zehn Gemeinden